# Lir-e Kuchek
Lir-e Kuchek (persiska: ليرِ كوچك, لير) är en ort i Iran. Den ligger i provinsen Kohgiluyeh och Buyer Ahmad, i den centrala delen av landet, 500 km söder om huvudstaden Teheran. Lir-e Kuchek ligger 872 meter över havet och antalet invånare är 118.
Terrängen runt Lir-e Kuchek är kuperad norrut, men söderut är den platt. Runt Lir-e Kuchek är det ganska glesbefolkat, med 47 invånare per kvadratkilometer. Närmaste större samhälle är Dehdasht, 17,3 km sydost om Lir-e Kuchek. Omgivningarna runt Lir-e Kuchek är i huvudsak ett öppet busklandskap.